# Rafael do Congo
Rafael (Falecido em 1674) foi o manicongo do Reino do Congo em São Salvador, durante a Guerra civil por duas vezes. Em 1669 e entre 1670 e 1674. 

## Biografia
D. Rafael da Casa de Quinzala chegou ao trono em São Salvador após depor o autoproclamado rei Álvaro XIII, que tinha apoio do conde D. Paulo II de Soyo.   Logo após a rebelião, o conde Paulo II intervém e o depõe do trono de São Salvador, onde proclama D. Álvaro IX como rei pela Casa de Quimpanzo.  
Rafael se refugia em no sul de Imbumbi, onde envia uma embaixada para Luanda pedindo proteção ao governador Francisco de Távora.  O rei recebe ajuda dos portugueses, que enviam uma expedição para reconduzir D. Rafael ao trono com apoio de um exercito sob o comando do capitão-mor João Soares de Almeida, ainda com uma marinha comandada por Luis Ferrera de Macedo.  
Em meio ao primeiro encontro com as tropas de Soyo, os portugueses foram vitoriosos na Batalha de Ambidizi, em Junho de 1670. Na ocasião o conde D. Paulo II é morto. Dois meses depois, seu sucessor e irmão D. Estêvão I exterminou os portugueses na Batalha de Quitombo em 18 de outubro de 1670. 
Essa derrota não significou o fim do reinado de D. Rafael, que permanece em São Salvador até ser morto em um ataque de D. Pedro III da Casa de Quimpanzo. Pedro se autoproclama novamente como rei mas não governa a cidade por muito mais tempo. Dias depois começa um ataque de D. Daniel Gusmão, também da Casa de Quimpanzo e que se autoproclama rei em São Salvador. 